# Burcht Liebenscheid
De Burcht Liebenscheid (Duits: Burg Liebenscheid) was een burcht in Liebenscheid, in de Westerwaldkreis, in de Duitse deelstaat Rijnland-Palts. Van de burcht zijn nog slechts geringe restanten van een keldergewelf behouden.

## Geschiedenis
De Burcht Liebenscheid was een burcht van het Huis Nassau. Wanneer de burcht gebouwd is, en wie de burcht gebouwd heeft, is niet overgeleverd. De burcht wordt voor het eerst vermeld in de verdelingsovereenkomst van 18 juni 1341 waarin de broers Otto II van Nassau-Siegen en Hendrik I van Nassau-Beilstein het graafschap van hun vader graaf Hendrik I van Nassau-Siegen verdeelden en waarbij Liebenscheid werd toegewezen aan Hendrik I van Nassau-Beilstein. 
Het Huis Nassau-Beilstein bouwde de burcht als nevenresidentie van de Burcht Beilstein verder uit. De burcht lag in het westen van het graafschap Nassau-Beilstein en diende als vesting tegen de heren van Westerburg, waarmee de graven van Nassau-Beilstein herhaaldelijk in conflict kwamen over de hoogheidsrechten op de heerlijkheid Westerwald. De nederzetting bij de burcht kreeg in 1360 van keizer Karel IV stadsrechten, maar de graven van Nassau-Beilstein wisten Liebenscheid niet tot stad te ontwikkelen.
Meermaals werd de burcht door de met schulden belaste graven verpand. Reeds in 1344 verpandde Hendrik I van Nassau-Beilstein de burcht aan heren van Haiger. In 1353 droeg hij de burcht in leen op aan Boudewijn van Luxemburg, de aartsbisschop en keurvorst van Trier. Als tegenprestatie ontving Hendrik 1200 goudgulden. In 1469 bevond de burcht zich in pandbezit van Dietrich van Ockershausen.
De jongere broers van de graven resideerden op de burcht. Eerst vanaf ongeveer 1380 Reinhard, de broer van Hendrik II. Daarna diens gelijknamige zoon Hendrik III, de broer van Johan I. En tot slot tussen 1537 en 1556 Bernhard, de broer van Johan II.
Na het uitsterven van het Huis Nassau-Beilstein in 1561 kwam de burcht aan graaf Johan VI van Nassau-Siegen. De burcht werd zetel van een rentmeester en diende als gevangenis. Jan Rubens bracht een deel van zijn hechtenis tussen 1571 en 1573 door op de burcht. In 1577 had de burcht 34 vertrekken, een smederij en een veestal. Johan VI van Nassau-Siegen liet tussen 1587 en 1594 de vestingwerken van de burcht meermaals uitbouwen en met schansen uitbreiden. De burcht zou als bolwerk tegen de Spaanse troepen in de Tachtigjarige Oorlog moeten dienen.
Bij de verdelingsovereenkomst van 30 maart 1607 kwam Liebenscheid in bezit van George van Nassau-Beilstein. Tot 1617 bleef de burcht bewoond. In 1620 stond George Liebenscheid af aan zijn jongere broer Ernst Casimir van Nassau-Diez. Gedurende de Dertigjarige Oorlog raakte de burcht in verval. Op bevel van Albertine Agnes van Nassau werd de ruïne in 1672/73 afgebroken en werd het bouwmateriaal gebruikt voor de bouw van Slot Oranienstein.